# Религия в Колумбии

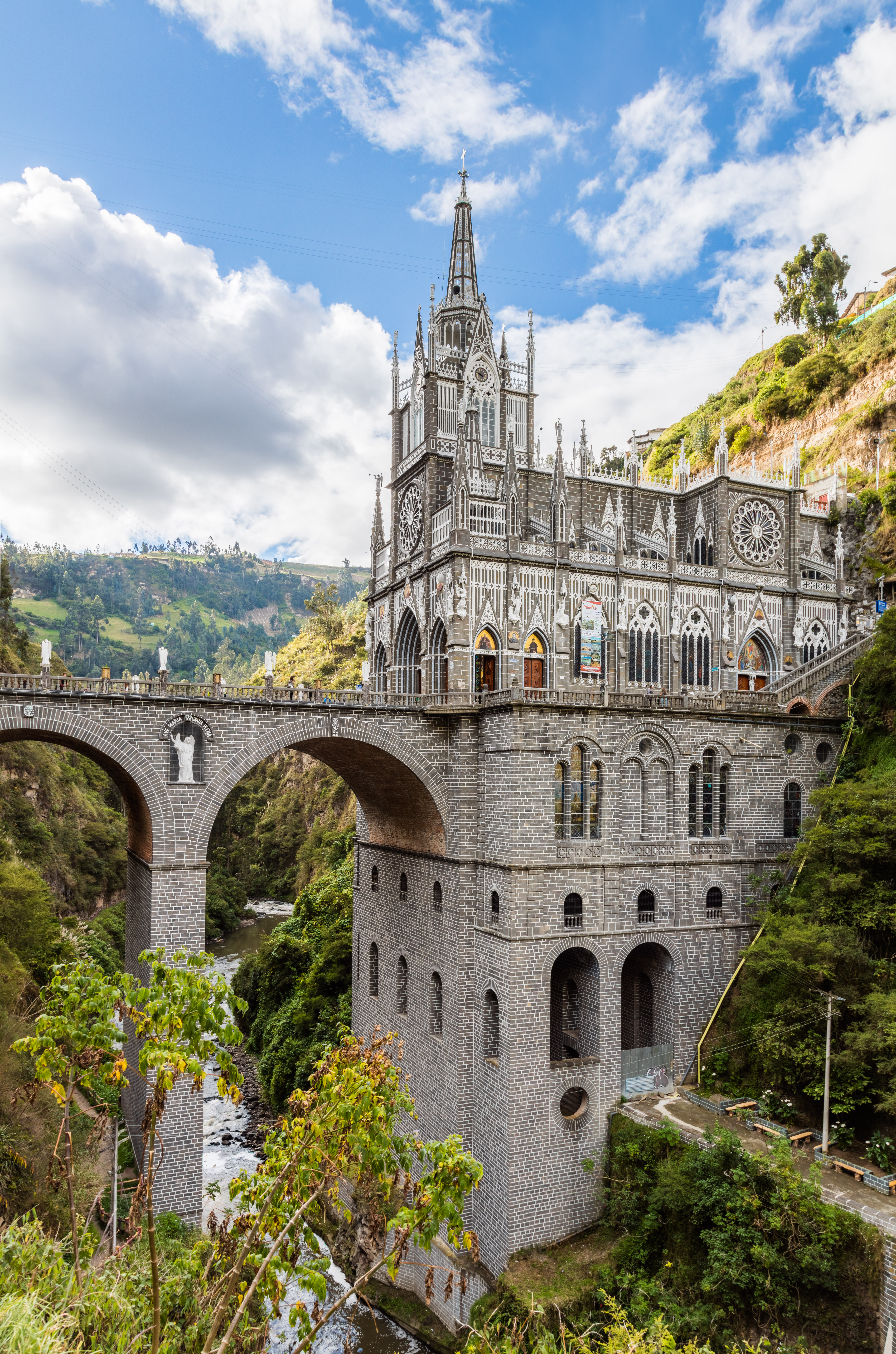
Католическая церковь Лас Лахас, один из самых посещаемых храмов Колумбии

Республика Колумбия — светская страна, в которой церковь официально отделена от государства. Конституция страны (статья 19) гарантирует свободу религии и провозглашает равенство всех конфессий перед законом. Конституция также запрещает дискриминацию по религиозному признаку. При этом, некоторые исследования отмечают более привилегированное положение Католической церкви.
Большинство граждан Колумбии исповедуют христианство (95,7 %, 2010 год).

## Христианство
Христианство проникло на территорию современной Колумбии вместе с испанскими колонизаторами. Уже в 1534 году здесь была создана первая католическая епархия. Миссионерской деятельностью среди местного населения стали заниматься монахи из монашеских орденов доминиканцев и францисканцев. Самыми известными миссионерами в Колумбии были святые Пётр Клавер и Людовик Бертран. Деятельность католических миссионеров способствовала быстрой христианизации местного населения. Уже в середине XVI века большинство населения приняло католицизм.
Первыми протестантами на территории современной Колумбии были английские пуритане, поселившиеся в 1629 году на незаселённых островах архипелага Сан-Андрес-и-Провиденсия. Первым постоянным протестантским миссионером на материковой Колумбии был пресвитерианин Генри Баррингтон Пратт, поселившийся в Боготе в 1856 году. В начале XX века к деятельности американских пресвитериан присоединились ряд других протестантских конфессий. С 1930-х годов в стране служат пятидесятники, сумевшие в короткий период стать крупнейшей не католической конфессией Колумбии.
За последние полвека удельный вес католиков в общем населении страны снизился с 95 % в 1970 году до 79 % в 2014. Численность протестантов оценивается от 10 % до 17 %; в первую очередь это — пятидесятники (2,9 млн).
В Колумбии также имеется небольшое число православных (12 тыс.), а также сторонники различных антитринитарных христианских течений ( мормоны).

## Ислам

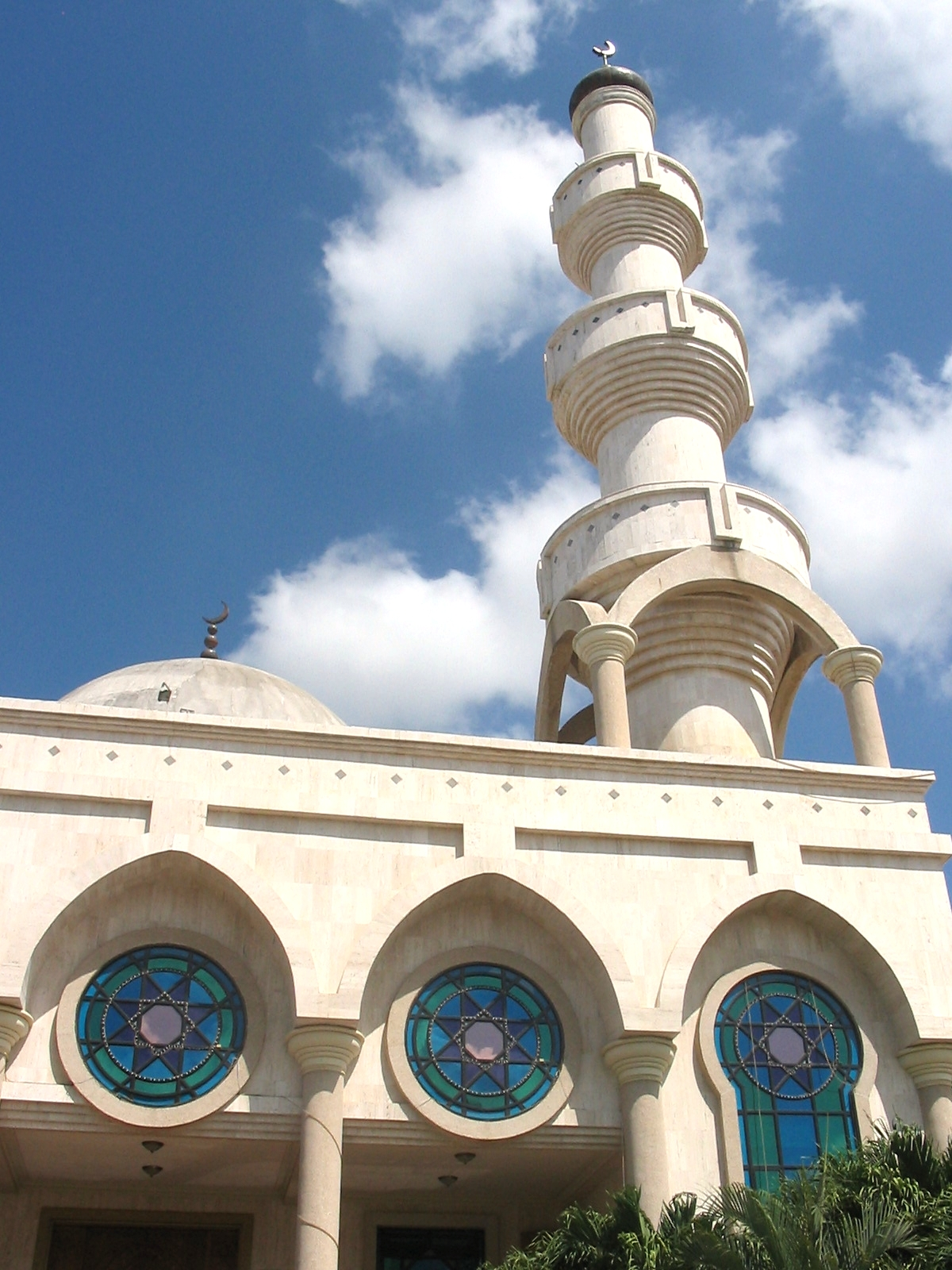
Мечеть Умара ибн аль-Хаттаба в Майкао

В конце XIX — начале XX века из ближневосточных стран (Сирии, Ливана, Палестины) в Латинскую Америку переселялись арабские иммигранты. В Колумбии большинство из них поселилось в департаменте Гуахира; в настоящий момент в городе Майкао расположена вторая по величине в Латинской Америке мечеть — мечеть Умара ибн аль-Хаттаба. Мусульманские общины также имеются в Боготе, Кали, Медельине, Пасто, Буэнавентуре, Картахене, Барранкилье, Санта-Марте, Букараманга, Кукуте и Перейре.
Общая численность мусульман в Колумбии оценивается в 14 тыс. человек.

## Иудаизм
Считается, что вместе с испанцами в XVI веке в Колумбию прибыли и марраны. Марраном был первооткрыватель Колумбии конкистадор Родриго де Бастидас, в 1538 году основавший город Санта-Марта. После того, как в 1819 году Симон Боливар упразднил инквизицию в Латинской Америке, в Колумбии начали открыто селиться евреи (в городах Богота, Картахена, Барранкилья, Медельин, Риоача, Кали). После Первой мировой войны в Колумбию прибыли сефарды из Греции, Турции, Северной Африки и Сирии. Позже в страну стали прибывать евреи из восточной Европы, затем — из нацистской Германии. С 1960-х годов среди колумбийских евреев началась частичная репатриация в Израиль.
В начале XXI века в Колумбии функционировали девять синагог, четыре из которых находились в Боготе. Небольшие еврейские общины существуют в Кале (две синагоги), Барранкилье (две синагоги) и Медельине. Общая численность иудеев оценивается в 4,6 тыс. человек.

## Местные верования и спиритизм

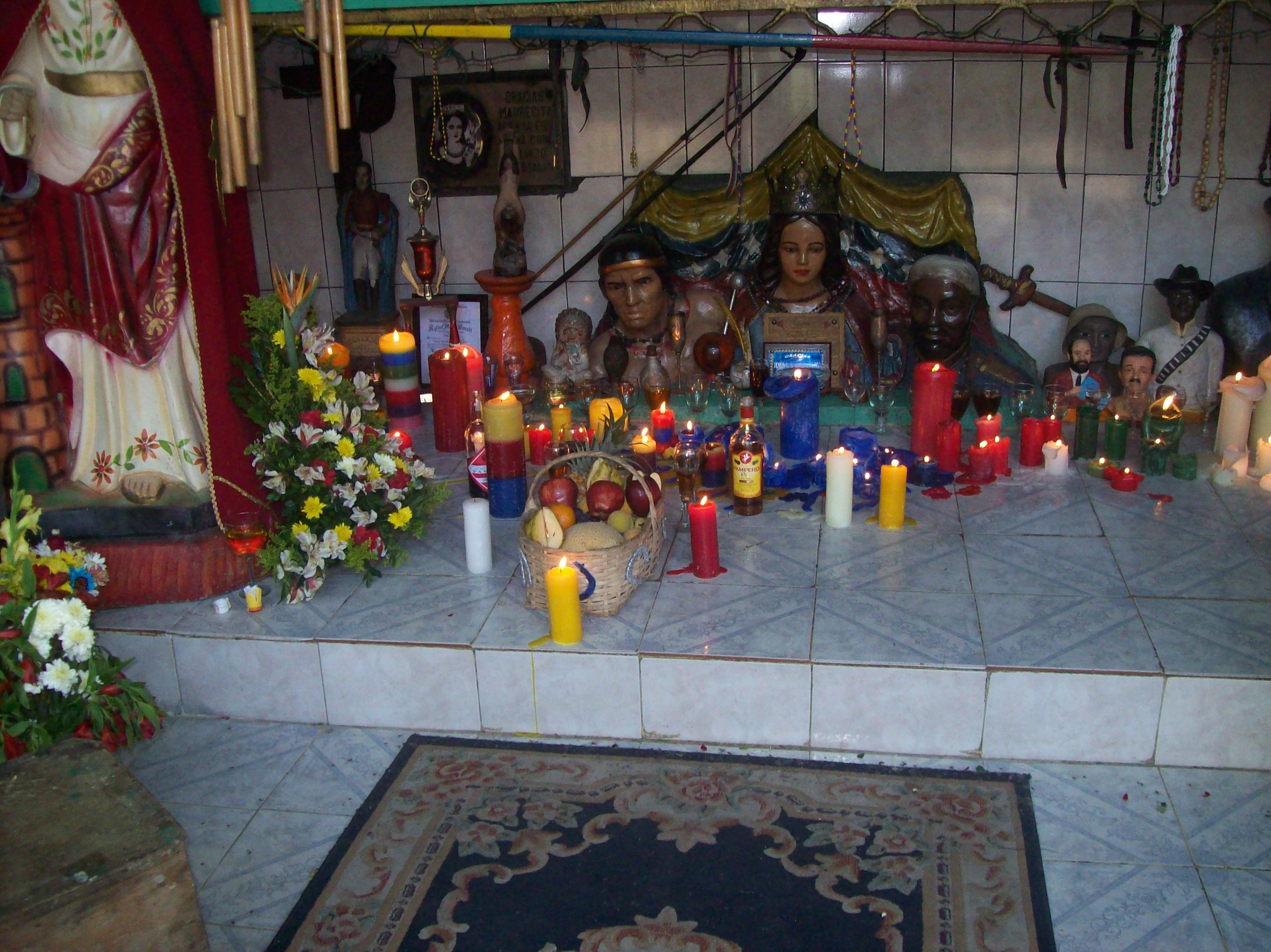
Алтарь в культе Марии Лионсы

В Колумбии сохранились и традиционные индейские религии, сторонниками которых являются 305 тыс. человек. Местные верования распространены в наиболее отдаленных районах страны среди племён гуахиро, пасто, эмбера, канамомо, ика, тукуна, тунебо, пиапоко, канкуамо, корегуахе. Кроме того, некоторые венесуэльские иммигранты практикуют культ Марии Лионсы (богиня природы индейского и афро-венесуэльского происхождения); культ схож с сантерией.
Помимо местных верований в Колумбии распространены различные спиритистские воззрения, являющиеся смесью индейских религий, африканских культов и католицизма. Спиритизм распространён преимущественно среди метисов. К религиозным практикам спиритистов относят колдовство, шаманизм и народное целительство. По некоторым данным в Колумбии проживает до 490 тыс. спиритистов, однако следует отметить, что границы между спиритистами и христианством весьма размыты.

## Новые религии
В Колумбии действует большое число религиозных организаций, относящихся к новым религиозным движениям. Однако, число сторонников этих движений относительно невелико — 3,3 тыс. человек в 2010 году.
Новые религии Колумбии условно можно разделить на две группы — азиатские и европейские. К первым относят религии, распространённые преимущественно среди живущих в стране азиатов; это такие движения как Сукё Махикари и тэнрикё.
К европейским новым религиозным движениям относят группы западной эзотерической традиции (Новый Акрополь, т. н. «христианские гностические церкви», розенкрейцеры из «Древнего мистического ордена Розы и Креста» и др.).
По сообщениям СМИ в Колумбии действуют сатанисты (группы под названием «Волки против Христа» и «Козлы»). В 1998 году колумбийская спецслужба DAS сообщала о существовании сатанистов в восьми департаментах страны и предположила, что рядом сатанистских организаций осуществляется деструктивная деятельность: осквернение кладбищ и храмов, жертвоприношения животных, садомазохизм, самоубийства и покушения на убийство католических священников путём их отравления ядом.
К группе новых религиозных движений относят и действующие в Колумбии оккультные, эзотерические и синкретические движения группы Нью Эйдж. Это такие организации как Ассоциация астрологии, Колумбийская спиритистская конфедерация, Теософское общество, Антропософское общество, Движение раэлитов, сайентологов и др.

## Другие
С 1916 года в Колумбию присылалась литература бахаистов. Первый колумбиец присоединился к движению бахаи в 1929 году. В 1944 году в Боготе было открыто первое в стране собрание бахаи. Заметный успех бахаисты имели среди племени гуахиро. Согласно Всемирной христианской базе данных в 2005 году община бахаи насчитывала в стране 70 тыс. человек.
Индуизм в Колумбии (9 тыс.) представлен преимущественно движениями реформированного индуизма и неоиндуизма. Это такие общины как Международное общество сознания Кришны, Брахма Кумарис, последователи Сатья Саи Бабы и трансцедентальной медитации.
Среди китайской общины имеются приверженцы китайской народной религии (2,4 тыс.), часть китайцев и японцев исповедуют буддизм (2 тыс.).
Примерно 1,1 млн жителей Колумбии не религиозны.